# Lê Lợi
Lê Lợi (pronunciación en vietnamita: /[ɗâjˀ vjət]/); c. 10 de septiembre de 1384 – 5 de septiembre de 1433), nombre de templo Thái Tổ, sobrenombre: Lạng Sơn động chủ (señor de Lạng Sơn), título oficial Bình Định vương (Príncipe de la Pacificación) fue un político vietnamita, líder rebelde y, posteriormente, monarca del restaurado reino de Dai Viet y fundador de la segunda dinastía Lê después de que Dai Ngu (nombre de Dai Viet de 1400 a 1407) fuera conquistado en 1407 y brevemente incorporado al Imperio Ming de China tras una breve alianza para frenar a las tropas de Champa. En 1418, Lê Lợi y sus seguidores en su tierra natal se levantaron en armas en contra de la autoridad Ming, el levantamiento de Lạng Sơn, y 9 años después, su movimiento consiguió expulsar a los ejércitos Ming de Vietnam y liberó el país. Lê Lợi está entre las figuras más famosas de la historia vietnamita y es uno de sus mayores héroes.

## Antecedentes
Desde mediados del siglo XIV, Dai Viet se había enfrentado a varios problemas graves que dañaron a gran parte del reino. En el período desde el año 1340 hasta la década de 1360 tuvo lugar la mayor sequía continuada de todo el registro climático vietnamita, el cual tenía 759 años de antigüedad. La tendencia anterior se revirtió en el período de 1349 a 1430, en el que tuvo lugar diez de los cuarenta años más secos y sólo dos de los cuarenta más húmedos. El colapso ecológico del siglo XIV condujo a una crisis social. Por ejemplo, en 1343 el precio del arroz subió hasta llegar al quan (una cuerda de cientos de monedas) por thăng (2 litros o 2,67 kg de grano). La delincuencia y los bandidos aumentaron conforme los monarcas de la dinastía Trần se debilitaron. Incluso en la capital, Thăng Long, los disturbios provocaron una conjura principesca y una guerra civil corta y sangrienta. Desde el sur, los chams, bajo el mando de Chế Bồng Nga, invadieron Đại Việt repetidas veces y saquearon la capital de Thăng Long en 1371. En 1377 Chế Bồng Nga venció  y mató al rey Trần Duệ Tông de Dai Viet en una batalla cerca de Vijaya (actual Provincia de Bình Định) y luego marchó hacia el norte y saqueó Thang Long cuatro veces más desde 1378 hasta 1383. Durante esta caótica época, el neoconfucianismo empezó empezó a emerger. Los eruditos confucianos clásicos comenzaron a desafiar las estructuras monárquicas y, principalmente, la élite budista. En respuesta a las invasiones cham de las décadas de 1370 y 1380, la corriente intelectual vietnamita que ya había empezado a fusionar el pensamiento autóctono y clásico se volvió más impetuoso, ambicioso y crítico. Esto condujo al levantamiento de un intelectual radical y reformista, Hồ Quý Ly. En 1400 el primer ministro Hồ Quý Ly destronó al monarca Trần y se nombró gobernador de Dai Viet. Esto provocó una intervención militar enorme de la dinastía china Ming, que se consideraban señores de Tonkín, si bien la zona del Dai Viet llevaba siendo independiente de facto cuatro siglos. En noviembre de 1406, 215.000 tropas Ming al mando de los experimentados generales Zhang Fu y Mu Sheng, marqués de Xiping, invadieron Dai Ngu (nombre que recibió Dai Viet bajo la autoridad de Hồ Quý Ly), rápidamente derrotaron al ejército de Hồ Quý Ly, ocuparon el país, lo renombraron por el nombre de la era Han, Jiaozhi (Giao Chi, según la transliteración vietnamita), e incorporaron el antiguo reino a su imperio.
Los chinos Ming comenzaron a instaurar su administración colonial en Jiaozhi, promoviendo la ideología Ming confucionista, la burocracia y el estudio del chino tradicional por parte de la población local, en lugar del Chữ Nôm local. También obligaron a los vietnamitas a vestir con vestimentas de estilo chino. Los Ming prohibieron costumbres locales como los tatuajes, los peinados cortos en los solteros y las faldas cortas en las mujeres con el objetivo de «modificar las costumbres de acuerdo a las del norte». Por primera vez, Giao Chi experimentó la continua influencia del neoconfucianismo, que no solo incluía las tradicionales doctrinas de la piedad filial pero que también reclamaba un "servicio activo orientado hacia el estado" basado en la lealtad absoluta a la dinastía y a la superioridad moral de los "civilizados" sobre los "bárbaros" ya que los Ming veían a los vietnamitas como bárbaros. Los Ming también destruyeron o se llevaron textos tradicionales e históricos en la lengua vernácula. Los objetivos de los Ming en Jiaozhi también incluían el control laboral y la explotación económica. El gobierno Ming recibió algo de apoyo por parte de los vietnamitas, al menos en la capital de Thang Long, pero sus esfuerzos para asegurar el control en la campiña fueron recibidos con una tenaz resistencia. El descontento popular con el sistema colonial fue evidente.

## Primeros años
Lê Lợi nació el 10 de septiembre de 1384/1385 en el pueblo de Lam Giang, Lam Sơn, provincia de Thanh Hóa, en el seno de una familia noble, y era el pequeño de tres hermanos. Su padre, Lê Khoáng, era un aristócrata vietnamita adinerado que poseía tierras en la comarca. No obstante, no se ha descartado la teoría de que su familia es de la etnia moung. El clan Lê/Lê Duy fue el clan más poderoso en Lam Sơn durante cientos de años. El area de Lam Sơn, Thanh Hóa, a finales del siglo XIV era una región heterogénea con varias grupos étnicos como los vietnamitas, los muong o los tai.
A principios de su vida adulta, la invasión Ming y la consecuente ocupación de Đại Việt se desarrolló rápidamente. Durante dos rebeliones de príncipes Trần contra las leyes chinas, Lê Lợi se unió a la revuelta como jefe de iure de la guardia real. Fue arrestado y encarcelado por los chinos desde 1413 hasta 1415 tras la derrota de los príncipes Trần. Otras revueltas fueron reprimidas en 1411 y 1420. Después de su liberación, trabajó como funcionario en Lạng Sơn. Más tarde se vio envuelto en un pleito en contra de un lugareño que lo acusó de conjurar contra los Ming. Los Ming comenzaron una persecución y Lê Lợi huyó de vuelta a su aldea. A principios del año 1418, Lê Lợi izó la bandera de la resistencia en Lam Sơn, declarándose Bình Định vương (平定王, Príncipe de la Pacificación).

## Revuelta de 1418-1427

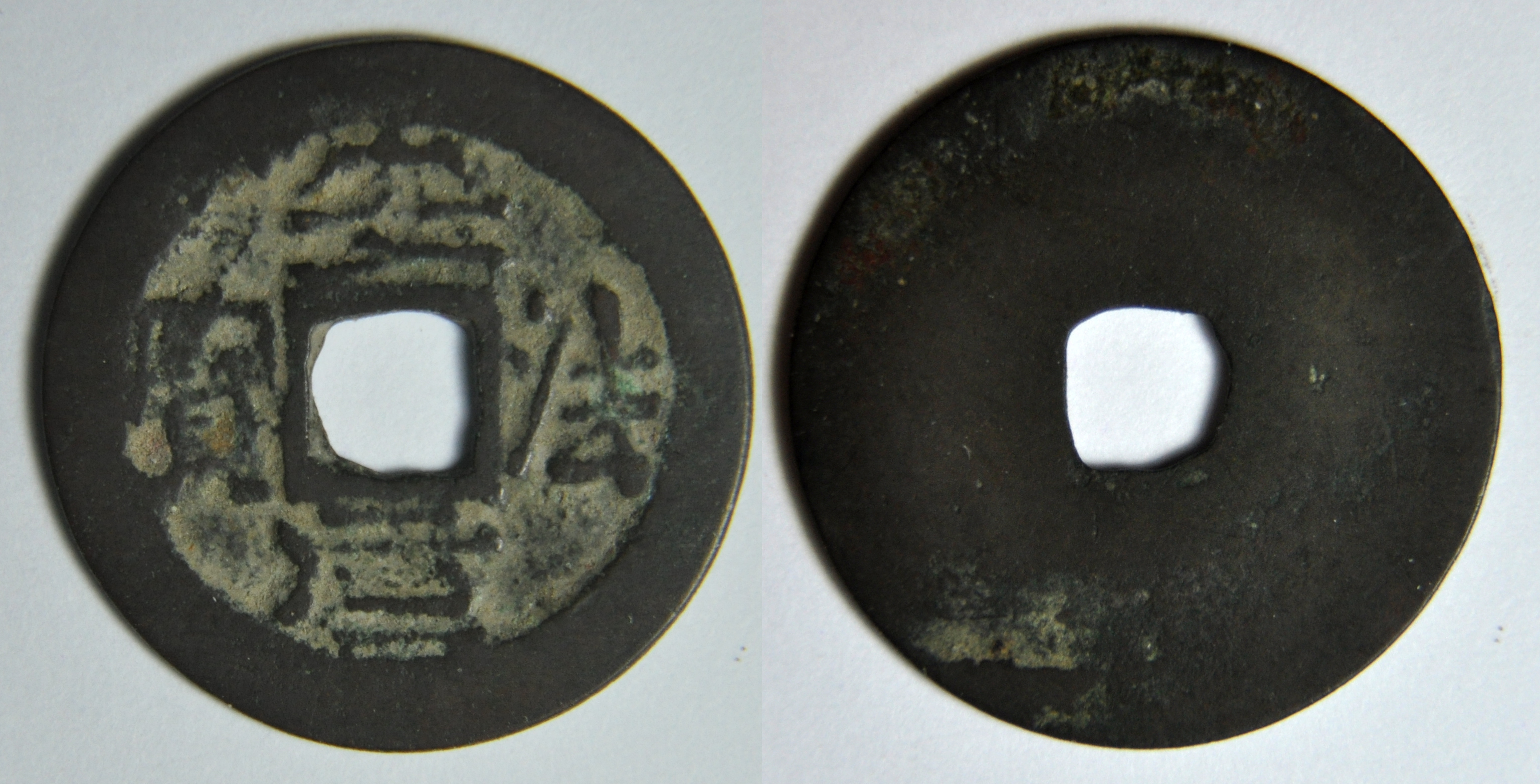
Moneda acuñada por el ejército de liberación nacional de Lam Sơn

Lê Lợi comenzó su revuelta contra los Ming el día después del Tết (Año Nuevo) en febrero de 1418. Recibió apoyo de varias familias importantes de la zona como los Trịnh y los Nguyễn. Inicialmente, los objetivos de Lê Lợi eran restituir a los Trần. Un descendiente del monarca Trần fue elegido para ser el líder de la rebelión, pero tras unos años fue desechado y Lê Lợi se alzó como el indiscutible líder de la resistencia.

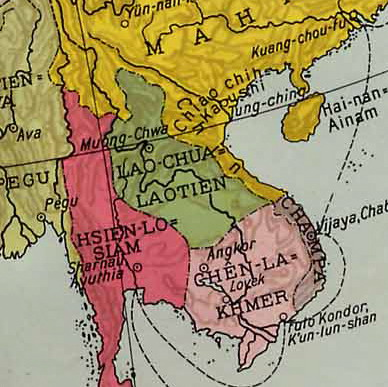
Jiaozhi (Vietnam septentrional) cuando estaba bajo la ocupación Ming (1407-1427)

Desde el principio, los Ming habían intentado asegurarse de que los rebeldes no consigan las nuevas armas, incluyendo el mosquete chino, conocido como "la pistola mágica". El emperador Yongle ordenó el conteo de todas las armas de fuego: "no puede faltar ni un arma". El ejército Ming que ocupaba Jiaozhi consistía en 87.000 regulares repartidos en 39 fortalezas y poblaciones, pero concentrado en el delta del río Rojo. Además, su ejército incluía una significante fuerza de soldados auxiliares vietnamitas. Los ejércitos chinos ya habían utilizado armas de fuego antes del siglo XV, pero al ocupar Annam tuvieron acceso a armas superiores en las campañas en Vietnam a principios del siglo XV. También capturaron a un experto en las armas de fuego: Hồ Nguyên Trừng (1374-1446), el primogénito de Hồ Quý Ly, que fue forzado a fabricar mosquetes y armas explosivas. De este modo, se creó un cuerpo de artillería, instruido por los ingenieros vietnamitas, bajo la supervisión de varios eunucos. El primer registro de uso de armas de fuego fue en 1390 cuando soldados vietnamitas usaron cañones y mataron al rey cham Chế Bồng Nga. Los rebeldes de Lê Lợi emplearon armas de fuego, que copiaron de las armas Ming que se utilizaron contra Hồ Quý Ly diez años antes.
A principios de 1418, Lê Lợi y sus hombres emboscaron a una patrulla Ming en el curso alto del río Chu, cerca de Lam Son, mas fue traicionado por un desertor vietnamita que mostró a los Ming un camino para atacar a Lê Lợi desde la retaguardia. Su grupo de partisanos se dispersaron y se escondieron para luego organizarse y contraatacar. Las fuerzas Ming se vieron obligadas a retirarse. En 1419 Lê Lợi atacó y capturó un puesto de avanzada Ming cerca de Lam Son controlado por un noble pro-Ming y ejecutó a 300 enemigos ahí. Al año siguiente, Lê Lợi pasó tiempo reclutando hombres en las colinas del oeste. A finales de 1420, sus fuerzas tendieron una emboscada a una patrulla Ming. El gobernador chino Li Bin respondió movilizando las fuerzas Ming y los auxiliares en contra de Lê Lợi, pero estas fuerzas fueron derrotadas y Lê Lợi ganó control del distrito Quan Hóa en el río Mã.
A finales del año 1421, un gran ejército Ming llegó al río Mã para atacar a Lê Lợi y los rebeldes. Un ejército laosiano con 30.000 hombres y 100 elefantes de Lan Xang llegaron al valle desde la dirección opuesta. Lê Lợi creía que los laosianos eran sus aliados. Sin embargo, estos se habían alineado con los Ming  y se unieron a los chinos para asediar a Lê Lợi. A finales de 1422, Lê Lợi fue derrotado y pidió la paz. En 1423, volvió a Lam Son, pagó una indemnización y prometió a los Ming vivir en paz. A cambio, los Ming le proveerían con pescado, sal, arroz y herramientas agrícolas. Así era la situación cuando en 1424 llegaron noticias de la muerte del emperador Ming.

### Hacia el sur
Al mes de subir al trono, Hongxi, el hijo y sucesor de Yongle, comenzó una política de cambio drástico en Jiaozhi. Llamándolo "reforma", abolió el almacenaje de mercancías. En otras iniciativas, detuvo los viajes de Zheng He, y redujo la función del ejército. Él quería consolidar la parte esencial de lo logrado por su padre y su abuelo, pero le disgustaba las aventuras costosas. Retiró a Huang Fu de Jiaozhi y redujo la prioridad de mantener ese lugar distante. Tras ser emperador durante un año, Hongxi falleció debido a un infarto, pero su hijo y sucesor, Xuande (r.1425-1435) continuó su política.
A finales de 1424, las noticias de la proclamación del nuevo emperador y de la retirada de Huang Fu impulsó a Lê Lợi a comenzar una trayectoria. Su liderazgo de los rebeldes durante cinco años le dejó donde había empezado. Lê Lợi reconstruyó su ejército de partisanos y siguió a su aliado Nguyễn Chích para cruzar las montañas y atacar Nghệ An. Tras emboscar una fuerza Ming en el distrito de Quỳ Châu, avanzó hacia el distrito de Con Cuong en el río Cả. Desde ahí se dirigió río abajo, derrotando los ejércitos Ming hasta que para el fin de año, había obligado a sus enemigos a refugiarse en la actual Vinh, que en la época era la capital de Nghệ An. Lê Lợi reunió miles de nuevos reclutas procedentes de las zonas bajas costeras de Nghệ An. Buscaban convencer a la población vietnamita demostrando disciplina y rechazando la extorsión.
En 1425, mientras la corte Ming se preocupaba de la muerte de un emperador y la ascensión de otro, Lê Lợi envió ejércitos al sur y al norte. En el sur, sus hombres al mando de Trần Nguyên Hãn derrotaron un ejército Ming en la actual Quảng Bình y luego marchó a través de la actual Quảng Trị y Thừa Thiên para controlar la frontera sur. En el norte, los hombres de Lê Lợi capturaron una flota de suministros Ming en Nghệ An septentrional, y luego persiguió las fuerzas Ming a través de Thanh Hóa para asediarlos en Tây Đô. Nguyễn Trãi, un erudito confuciano que era camarada de Lê Lợi lo ayudó a diseñar las estrategias y tácticas del ejército.
Como resultado de estas victorias, los rebeldes vietnamitas liberaron todo el territorio desde Thanh Hóa hasta la frontera sur, y asediaron todas las fuerzas Ming de la región.

### La ofensiva hacia el norte

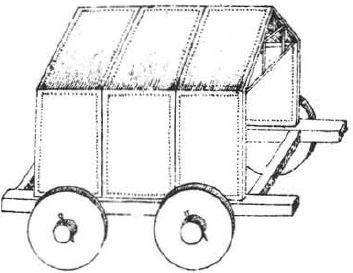
Tanque primitivo vietnamita

En 1425, el emperador Ming Zhu Zhanji expresó su deseo de restaurar la dinastía Trần y tener de vuelta el sistema tributario. Cuando en 1426, Zhang Fu pidió permiso para recuperar el mando del ejército Ming en Jiaozhi para tratar con la situación que empeoraba ahí, el emperador se negó. En 1426, Zhu Zhanji proclamó una amnistía general y eximió a la población de todos los impuestos en Giao Chi, excepto el impuesto del arroz, necesario para suministrar de alimento las guarniciones Ming.
Aprovechando el momentum de estos espectaculares éxitos, Lê Lợi envió sus ejércitos liderado por sus generales Trịnh Khả, Lý Triện, Đỗ Bí, Lưu Nhân Chú, Bùi Bị, Đinh Lễ y Nguyễn Xí a través de las montañas al norte de Tây Đô para emerger en el inicio del delta del río Rojo, amenazando Dongguan y cortar la conexión con la carretera a Yunnan. Cuando los soldados Ming fueron retirados de Vinh para reforzar Dongguan, Lê Lợi dejó algunas tropas en Vinh y siguió a las fuerzas Ming mientras se dirigían al norte, reclutando miles de hombres procedentes de Thanh Hóa por el camino. Mientras avanzaba hacia el corazón del delta del río Rojo, Lê Lợi puso en el trono a un tal Trần Cảo, un supuesto príncipe Trần. Los hombres de las planicies del río Rojo comenzaron a unirse a sus filas, reclutó aquellos que se le unían y arrestó aquellos que no. El general chino, Wang Tong, el sustituto de Huang Fu en Dongguan, estaba preparado para rendirse, pero los locales pro-Ming convencieron a Wang Tong de resistir. Más tarde, se registró a Lê Lợi diciendo quería ni destruir el régimen Ming ni ser rey: solo había intentado mantenerse con vida y una cosa llevó a la otra. No obstante, el pueblo lo vio como un libertador y él actúo con rapidez y decisión para atacar a los Ming. A principios de noviembre de 1426, los 3.000 rebeldes de Lý Triện y Đinh Lễ consiguieron una victoria contra todo pronóstico al derrotar a Wang Tong en Tốt Động. 30.000 soldados chinos murieron o fueron capturados.
En 1427,  los prisioneros del norte capturados ya habían proporcionado a los rebeldes equipo de asedio, tanques primitivos, carros, voladores y trabuquetes.
A principios del 1427, cinco fortalezas principales estaban bajo asedio. Estas eran Dongguan, Tây Đô, Cổ Long, Chí Linh y Xương Giang. Todas las guarniciones Ming al sur de Tay Do se habían rendido. Lê Lợi desplazó su cuartel general a Bồ Đề, en el distrito de Gia Lâm, directamente más allá del río Rojo.

## Victorias finales
En dos monumentales batallas en 1426 y 1427, aquellos a los que los chinos habían llamados bárbaros "como serpientes" del sur los habían expulsado de Đại Việt. El ataque de Lê Lợi a la fortaleza Ming de Xương Giang terminó la guerra. Después de seis meses de asedio, las tropas vietnamitas "construyeron colinas de tierra desde las cuales dispararon a la ciudad", excavaron túneles, llevaron a cabo asaltos con armas capturadas como lanzallamas, cohetes de flechas, cañones y "los carros de asalto de Duke Lü".
Al principio, Lê Lợi ordenó a los residentes de Lạng Giang, Bắc Giang, Quy Hoa y Tuyên Quang que se movilizasen con el objetivo de separar las fuerzas Ming. Lê Lợi sabía que Liu Sheng comanadaba la mayoría de soldados, así que envió a Le Sat, Le Nhan Chu, Le Van Linh y Dinh Liet para esperar en Chi Lang y al mismo tiempo ordenó a Le Van An y Le Ly apoyarlos. Lê Lợi ordenó a Pham Van Xao y Trinh Kha atrincherarse todo el tiempo. El general Tran Luu fingió una derrota y huyó de la puerta de Nam Quan a la puerta Luu y luego se desplazó a Chi Lang. El 18 de septiembre del calendario lunar, Thang siguió a Chi Lang. Al pensar que Than Luu había sido derrotado, Thang atacó con solo 100 caballeros y fue masacrado.En este momento, los rebeldes vietnamitas aprovecharon el momentum y atacaron las posiciones Ming. 10.000 soldados Ming murieron y los restantes quedaron rodeados al quedar cortado el camino a Xương Giang.
Lê Lợi sabía que este era el fin para Jiaozhi. Era poco probable que intentasen recuperar el control en Jiaozhi. Sin embargo, el imperio Ming no estaría inactivo mientras hubiese soldados Ming atrapados en Jiaozhi. Lê Lợi puso en el trono a Trần Cảo. Tras conquistar la última fortaleza Ming, los vietnamitas repatriaron 86.640 prisioneros chinos. La derrota fue quizás "el mayor desastre político cometido a principios del reinado Ming". China no volvería a invadir Vietnam en 360 años.

## Restaurando el Đại Việt

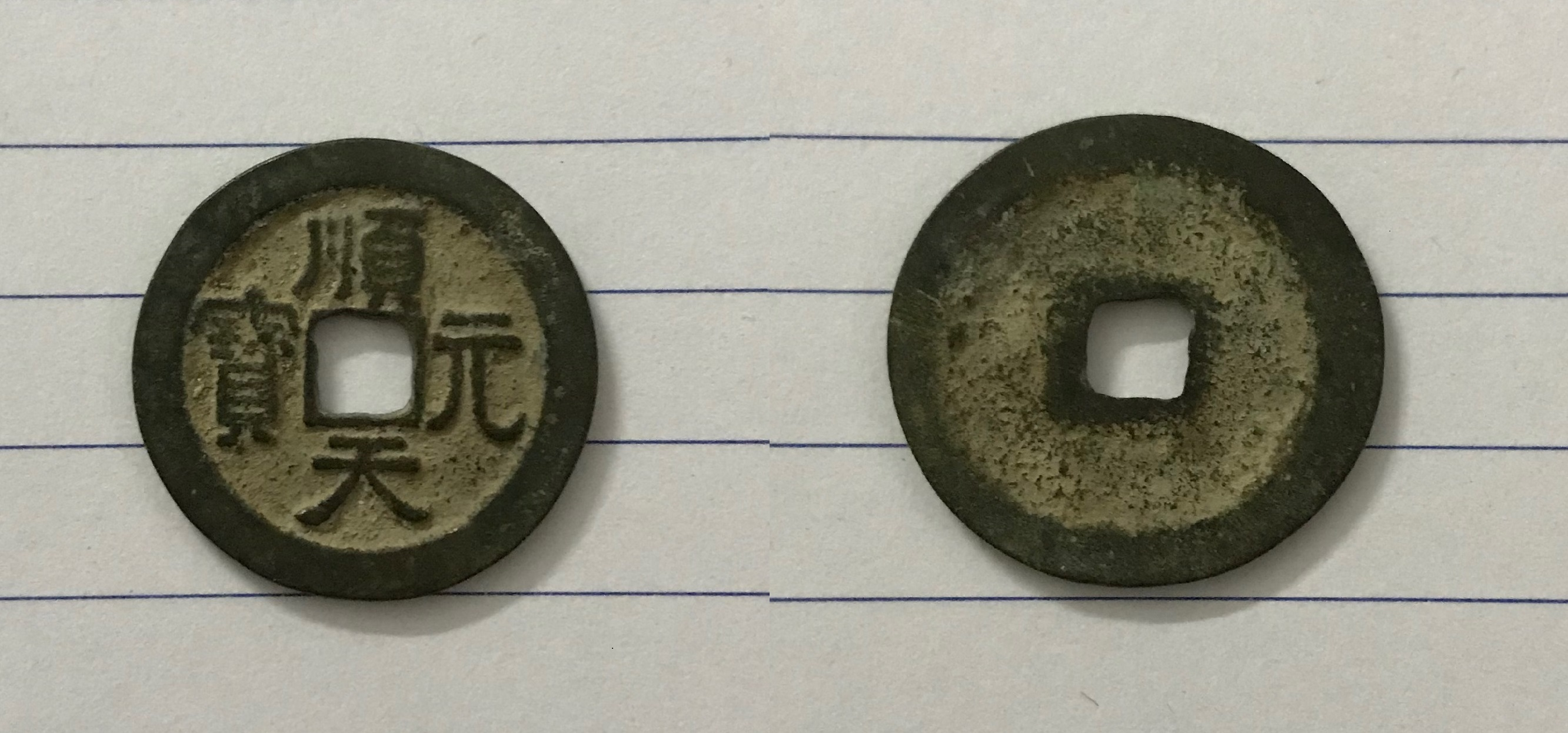
Monedas acuñadas por Lê Lợi.

En 1427, tras 10 años de querra, Đại Việt recuperó su independencia y el imperio Ming reconoció oficialmente Đại Việt como un estado independiente (Annam). Lê Lợi tomó el trono y se proclamó "Gran Rey" del reino unificado y restaurado de Đại Việt. Escogió su nombre de era como Thuận-Thiên, literalmente "en favor del Cielo".
De acuerdo a un informe Ming, Le Bi el jefe eunuco de Lê Lợi y 10.000 vietnamitas murieron tras quedar detenida su invasión en 1327 de la ciudad china de Guangxi.
La proclamación de independencia de Lê Lợi reflejó las tensiones sino-vietnamitas y también el patriotismo y orgullo vietnamita.
"Nuestro Gran Viet es un país donde la prosperidad
abunda. Donde la civilización suprema reina.
Montañas, ríos, fronteras, todas han sido divididas;

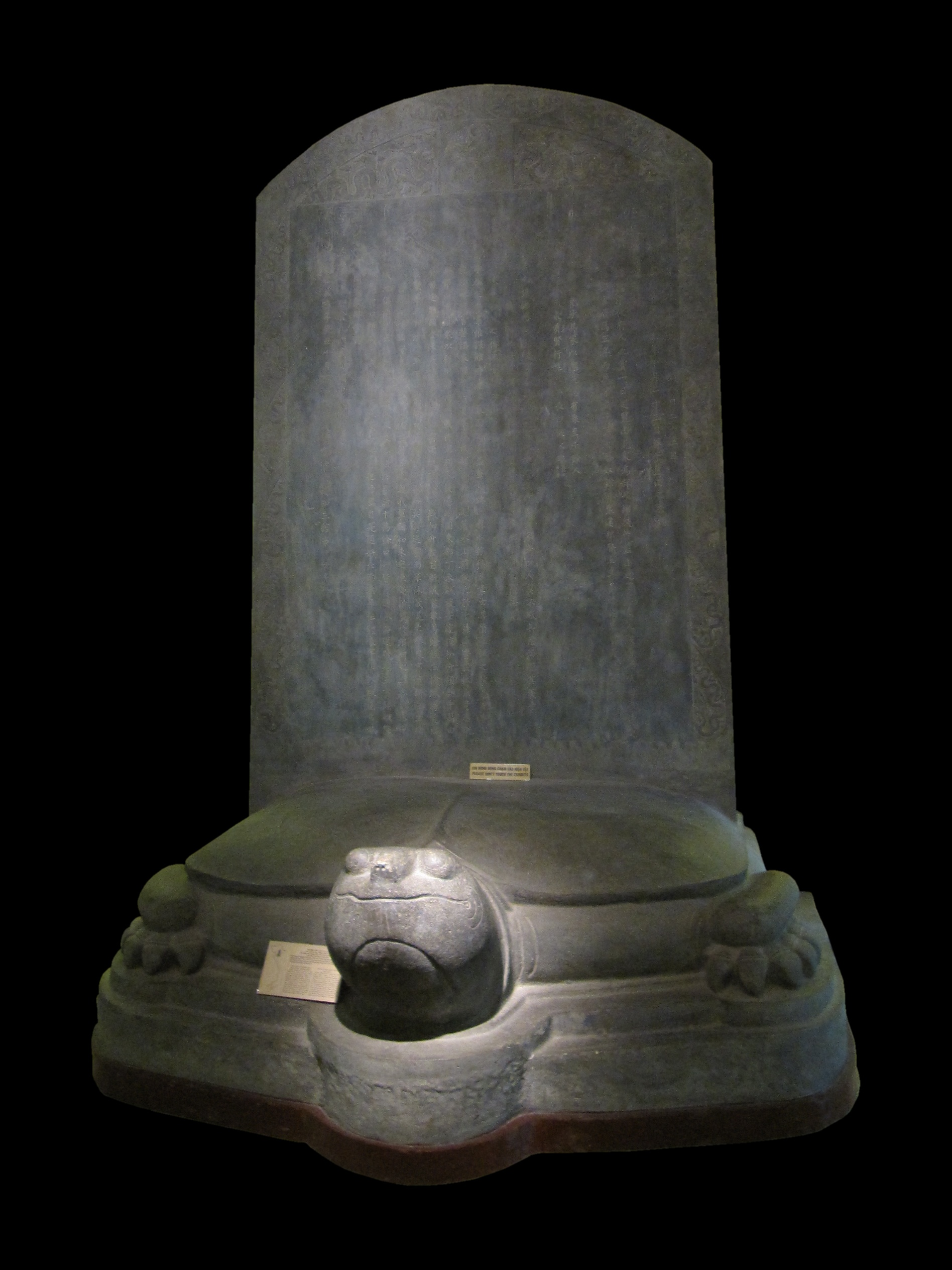
Estela funeraria del mausoleo de Lê Lợi eregida en 1433

Pues las costumbres son distintas: Norte y Sur.
Trieu, Dinh, Ly y Tran 
Construyeron nuestra Nación,
Mientras Han, T'ang, Sung y Yuan
Gobernaban la suya.
A lo largo de los siglos, 
Hemos sido a veces fuertes, a veces débiles,
Pero nunca aún nos han faltado héroes
De eso nuestra historia es la prueba."

## Reinado

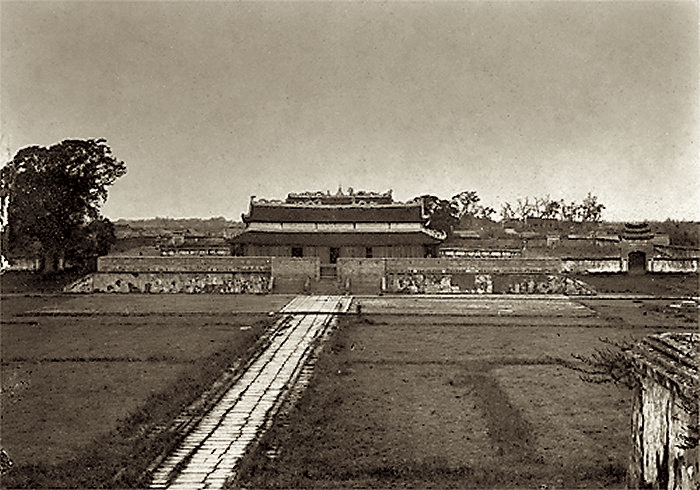
Fotografía del palacio real abandonado en Hanoi antes de ser destruido en 1884

Lê Lợi oficialmente reinstauró Đại Việt, mientras que el emperador Xuande reconoció oficialmente  Lê Lợi como rey de Amman. A cambio, Lê Lợi envió mensajes diplomáticos a la corte Ming, prometiendo cooperación y la lealtad vietnamita como estado tributario. La corte Ming aceptó el trato, de modo similar al de Korea bajo la dinastía Joseon. El caso de Lê Lợi muestra que es posible satisfacer el orgullo chino a la par que se mantiene la independencia política. Lê Lợi estableció brevemente buenas relaciones con el rey champa, Indravarmán VI (r. 1400-1411).

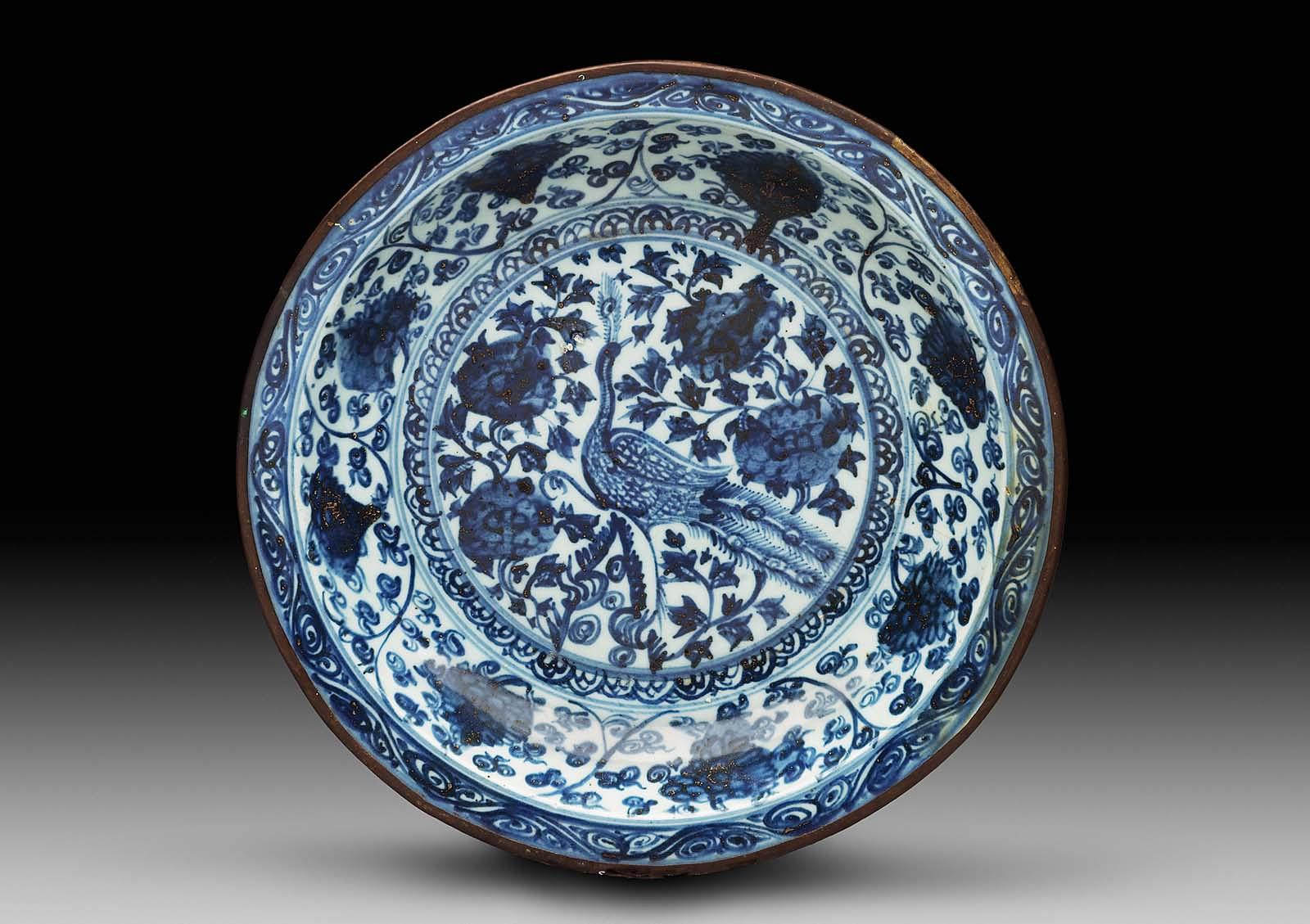
Disco de cerámica azul y blanco con fénix y decoraciones de uva, fabricado en el siglo XV

Lê Lợi se embarcó en una reorganización significativa del gobierno vietnamita, basado en el antiguo sistema confuciano que fue desarrollado a finales del siglo XIV. También elevó sus camaradas y generales con los que estuvo toda su vida como Nguyễn Trãi, Tran Nguyen Han, Lê Sát, Pham Van Sao y Trịnh Khả a un puesto oficial elevado.
El gobierno Le reconstruyó la infraestructura de Vietnam: caminos, puentes y canales. Los soldados que contribuyeron en la guerra fueron recompensados con tierras. Acuñó una nueva moneda e introdujo nuevas leyes y reformas. El sistema de selección de funcionarios por medio de exámenes fue restaurado y varias pruebas tuvieron lugar de manera regular a lo largo del reinado de Lê Lợi. Con la vuelta de la paz, los hombres se liberaron del servicio militar real, incluso soldados no vietnamitas, fueron impulsados a asentarse en zonas de baja densidad, aumentando la producción de arroz durante su reinado, principalmente en las zonas costeras.
Desde 1430 hasta 1432, el rey y su ejército lucharon una serie de campañas en las colinas al oeste del área costera- Luego, en 1433, enfermó y su salud se deterioró. En su lecho de muerte, nombró al príncipe Lê Sát regente del segundo hijo de Lê Lợi, quien reinaría tras su muerte con el nombre de Lê Thái Tông. Su nombre póstumo fue Thái Tổ.
Las políticas internas palaciegas menguaron rápidamente las filas de los consejeros en los que confiaba Lê Lợi. Trần Nguyên Hãn se quitó la vida cuando estaba siendo llevado a la capital para ser investigado por sus sospechas de traición. Phạm Văn Xảo fue ejecutado en 1432 y Lê Sát, que reinó como regente cinco años. fue ejecutado en 1438. Nguyễn Trãi fue asesinado en 1442 (se dice que se era responsable de la muerte de Lê Thái Tông o que estaba envuelto su muerte). Solo Trịnh Khả tuvo una vida larga e incluso él fue ejecutado en 1451.

## Mitos y leyendas
Muchas leyendas e historias fueron relatadas acerca de Lê Lợi. La historia más famosa trata de su espada mágica. Muy parecido al rey Arturo y a su espada Excalibur, se dice que Lê Lợi tenía una espada mágica de un poder monumental. Una historia cuenta que obtuvo la espada, que tenía una inscripción que decía 'La Voluntad del Cielo' (Thuận Thiên), del Rey Dragón (en vietnamita: Long Vương), un semi-dios para la población local, quienes decidieron prestarle la espada a Lê Lợi. Sin embargo, había un truco: la espada no vino en una sola pieza. 
Estaba dividida en dos partes: la hoja y la empuñadura. Había en la provincia de Thanh Hóa un pescadero llamado Lê Thận, el cual no compartía parentesco de ningún modo con Lê Lợi. Una noche, la red del pescador atrapó algo pesado. Pensando en cuánto dinero conseguiría por ese gran pez, se entusiasmó. No obstante, su emoción pronto se transformó en decepción cuando vio que su pieza era una larga y fina pieza de metal que, de algún modo se había enredado con la red. El pescador la arrojó, y echó la red en otro sitio. Cuando sacó la red, la espada había vuelto a la malla. La cogió y el pescador la lanzó lejos con todas sus fuerzas. La tercera vez que la red salió, lo mismo pasó. Perplejo, acercó la lámpara al acero y la examinó cuidadosamente. Solo entonces se dio cuenta de que era la hoja de una espada. Llevó la pieza de metal a casa y, sin saber qué hacer con ella, la dejó en una esquina de la vivienda. Años después, Lê Thận se unió al ejército rebelde de Lê Lợi, donde rápidamente ascendió. Un día, el general visitó la morada de Lê Thận. La estancia no estaba iluminada, pero como si sintiese la presencia de Lê Lợi, la hoja en la esquina de la casa emitió un brillo destellante. Lê Lợi alzó el acero y vio dos palabras apareciendo ante sus ojos: Thuận Thiên (Voluntad del Cielo). Con el permiso de Lê Thận, Lê Lợi se llevó consigo la hoja.
En otra ocasión, mientras huía del enemigo, Lê Lợi percibió una extraña luz  emanando de las ramas de un baniano. Escaló el árbol y ahí encontró la empuñadura de una espada, engarzada con piedras preciosas. Recordadando la hoja que había encontrado anteriormente, la sacó y la encajó en la empuñadura. Encajaban perfectamente. Creyendo que el Cielo le había confiado la gran causa de liberar la tierra, Lê Lợi se alzó en armas y reunió a la gente bajo su bandera. En los años siguientes, la espada mágica le concedió una victoria tras otra. Sus hombres ya no tenían que esconderse en el bosque, sino que penetraban agresivamente en los campamentos enemigos, los capturaba y se hacía con sus graneros. La espada los ayudó a rechazar al enemigo, hasta que Vietnam volvía a estar libre del dominio chino. Lê Lợi ascendió al trono en 1428, finalizando su campaña de 10 años, y reclamó la independencia para el país. Las historias cuentas que Lê Lợi creció en estatura cuando usaba la espada y que le daba la fuerza de varios hombres. Otras versiones cuentan que la hoja y la empuñadura se encontraban en lugares distintos, la hoja pescada en un lago y la empuñadura encontrada por el mismo Lê Lợi. 
Las historias coinciden mayormente en qué pasó con la espada: un día, no mucho después de que los chinos habían reconocido la independencia de Vietnam, Lê Lợi se encontraba navegando en un lago de Hanoi. Una tortuga dorada avanzó en dirección a la barca y al rey y luego, con una voz humana, pidió a Lê Lợi devolver la espada mágica a su maestro, Long Vương (Rey Dragón), que vivía bajo el agua. De repente, Lê Lợi se percató de que la espada solo había sido prestada para realizar su deber, pero que ahora debía ser devuelta a su verdadero dueño, con el fin de no corromper al dueño. Lê Lợi desenvainó la espada y la acercó a la tortuga. Rápidamente, la tortuga abrió la boca y atrapó la espada en el aire con sus dientes. Descendió al fondo del agu, con la espada fulgurante en su boca. Lê Lợi luego reconoció que la espada había vuelto a Long Vương (Rey Dragón) y, por tanto, el lago fue renombrado 'El Lago de la Espada Devuelta' (Lago Hoan Kiem), ubicado en la actual Hanoi.
Incontables poemas y canciones fueron escritas sobre Lê Lợi, tanto durante su vida, como después de su muerte. Lê Lợi es considerado la encarnación perfecta del líder justo, sabio y capaz. Todos los reyes vietnamitas se midieron con el estándar de Lê Lợi, pero la mayoría fueron deficientes.
Todas las ciudades de Vietnam tienen una de las calles principales con el nombre de Lê Lợi, pero en Hanoi el nombre es Calle Lê Thái Tổ.

## En la cultura popular
El videojuego Age of Empires II HD: Rise of the Rajas contiene una campaña de seis capítulos que retrata a Lê Lợi.